# 泰拉維市鎮
泰拉維市鎮，是格魯吉亞东部卡赫蒂大区的市镇，行政中心为泰拉維。市镇面積为1,095平方公里，2014年人口数量为58,350人，人口密度每平方公里53人。